# Richard Delafield
Richard Delafield (1er septembre 1798 - 5 novembre 1873) sert comme surintendant de l'académie militaire de West Point, et est chef des Ingénieurs, et est major général dans l'armée de l'Union pendant la guerre de Sécession.

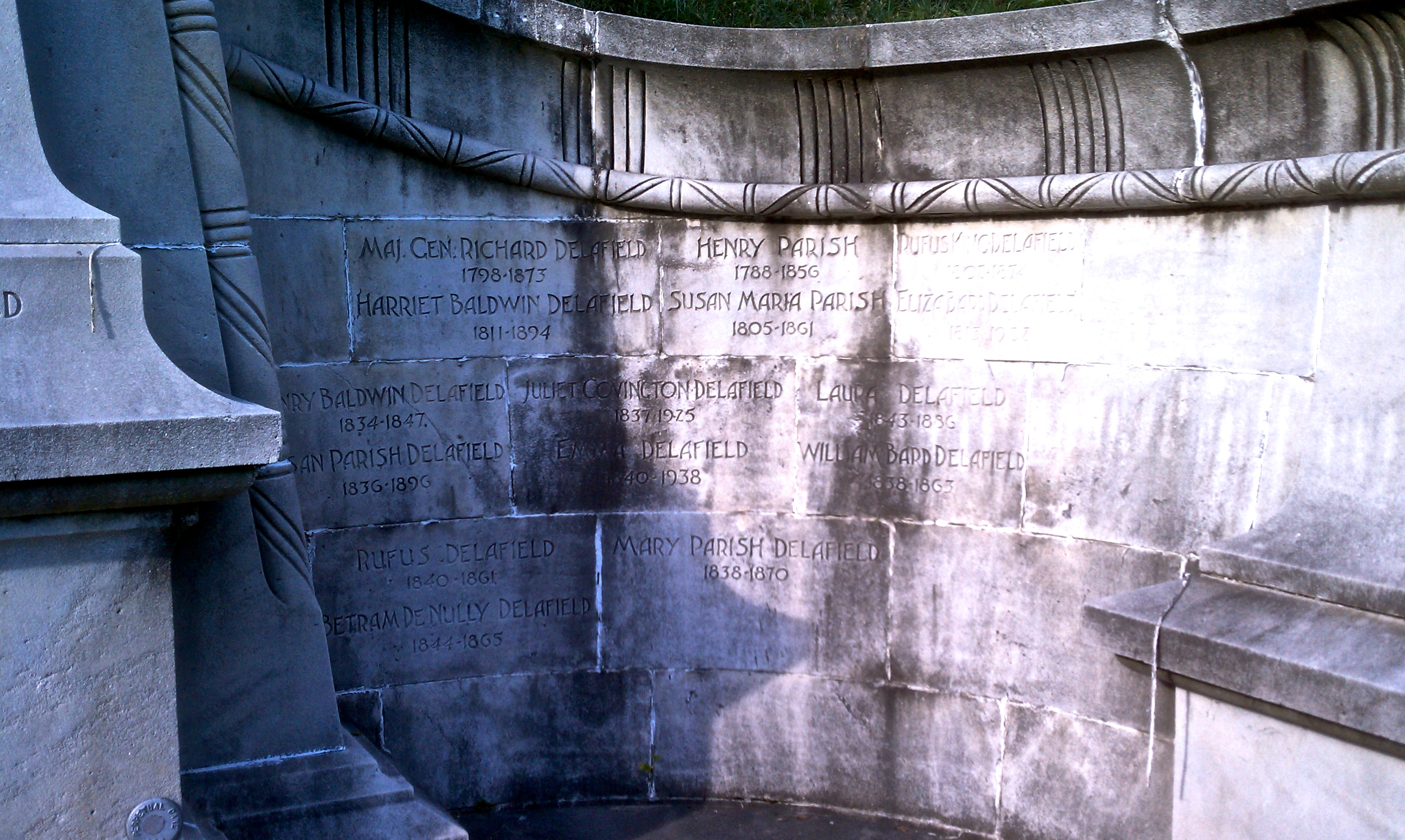
Inscription du mausolée de la famille Delafield

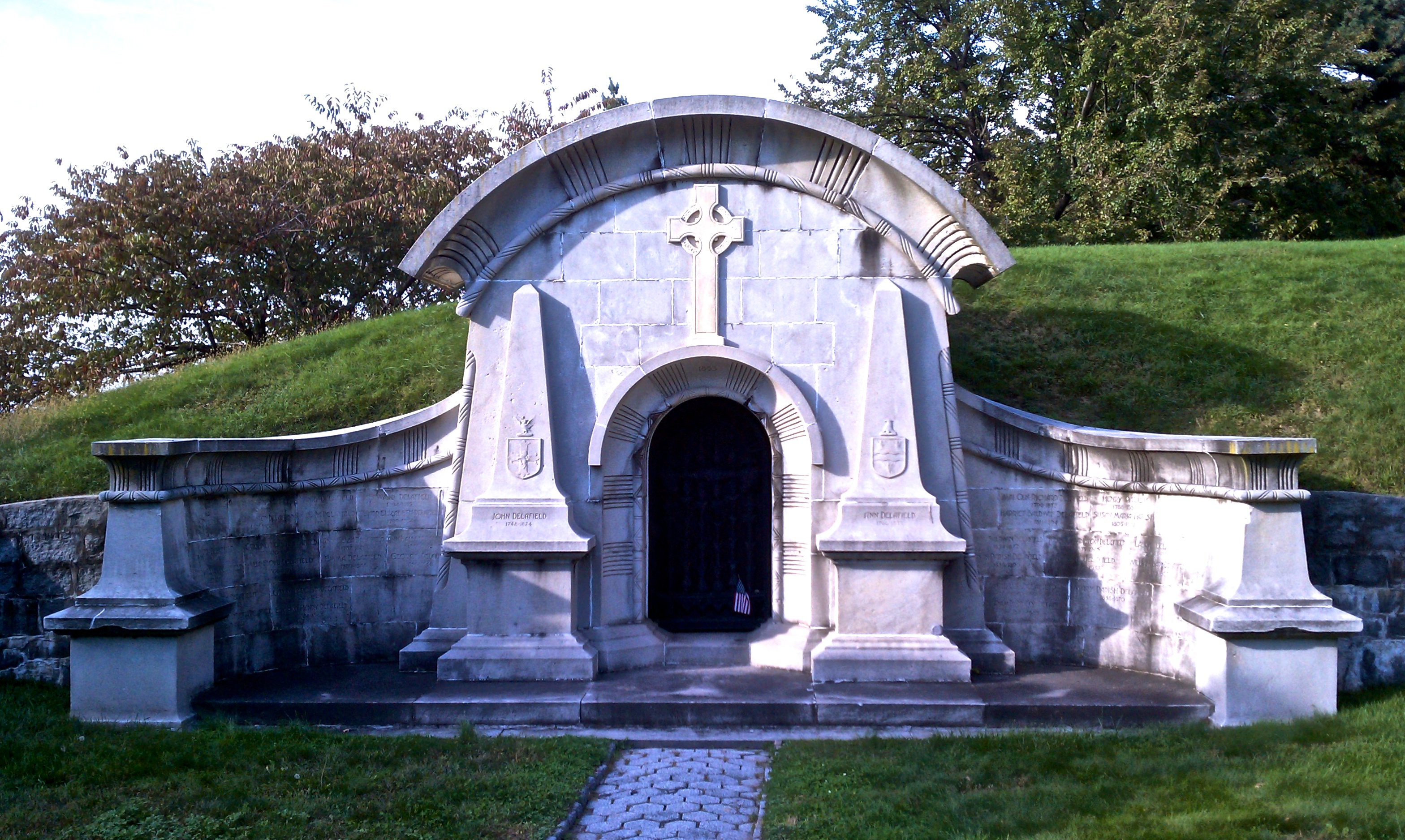
Mausolée de la famille Delafield (de près)

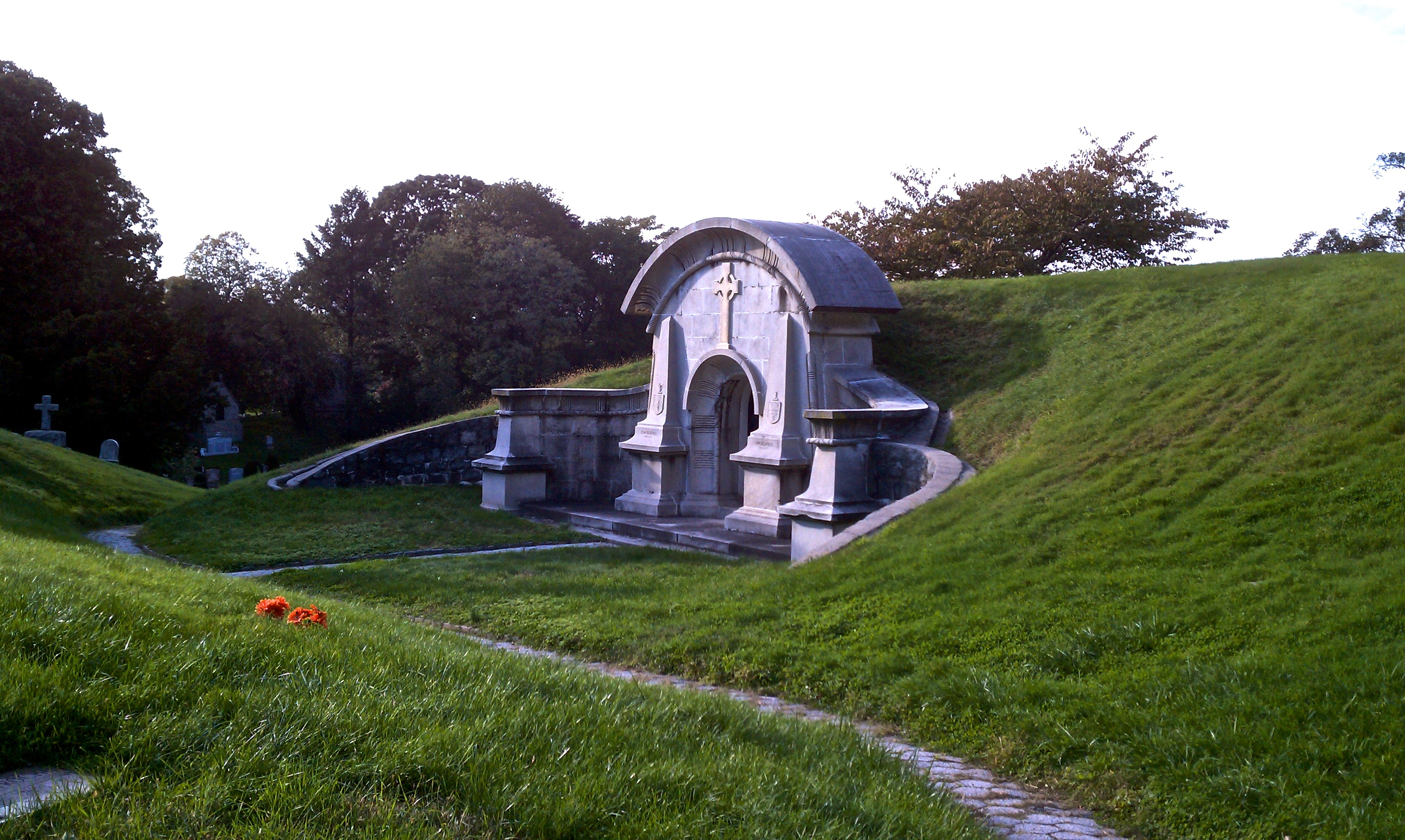
Mausolée de la famille Delafield

## Jeunesse
Delafield, naît à New York City, New York, un des 14 enfants de John et Anne (née Hallett) Delafield. Son père a émigré à New York d'Angleterre, en 1788, et fait fortune en tant que marchand. Son frère Edward Delafield (1794-1875) est un éminent médecin américain.

## Carrière militaire
Il est le premier diplômé de l'académie militaire de West Point à recevoir un mérite de classe, se classant premier de sa promotion de 1818. Commissionné dans le corps du génie, il est ingénieur topographe avec la commission américaine pour établir la limite nord en vertu du traité de Ghent.
Il sert comme assistant ingénieur dans la construction des défenses de Hampton Road de 1819 à 1824 et est responsable des fortifications et des relevés de la région du delta du Mississippi de 1824 à 1832. Alors surintendant des travaux de réparation sur la Cumberland Road à l'est de la rivière Ohio, il conçoit et construit le pont du Dunlap's Creek à Brownsville, en Pennsylvanie, le premier pont en fonte de fer tubulaire et en arche tubulaire aux États-Unis. Nommé surintendant de l'académie militaire après l'incendie de 1838, il conçoit les nouveaux bâtiments et le nouvel uniforme des cadets qui affiche pour la première fois l'insigne du château. Il supervise la construction des défenses côtières du port de New York de 1846 à 1855.
En 1855, Delafield forme la commission Delafield, et est envoyé par le secrétaire à la Guerre, Jefferson Davis, en Europe, y compris la Crimée, pour observer les militaires européens. La commission comprend également les officiers George B. McClellan et Alfred Mordecai. Ils servent en qualité d'observateur militaire lors du siège de Sébastopol pendant la guerre de Crimée.
Delafield sert comme surintendant de l'académie militaire de nouveau de 1856-1861. Il est responsable des défenses du port de New York (1861-64) et ingénieur en chef de 1864 jusqu'à sa retraite en 1866.

## Vie personnelle
Il épouse Harriet Baldwin (1811-1894), avec qui il a :
- Henry Baldwin Delafield (1834-1847)
- Susan Paroisse Delafield (1836-1896)
- Juliette Covington Delafield (1837-1925)
- Emma Delafield (1840-1938)
- Laura Delafield (1843-1886)
- Albert Delafield (1846-1920), qui épouse Julia Floyd (1846-1929), petite-fille du représentant des États-Unis William Floyd

Delafield meurt à Washington. Le secrétaire à la Guerre ordonne que 13 coups de canons soient tirés en sa mémoire à West Point. Il est enterré au cimetière de Green-Wood à Brooklyn, New York.